# Serrat de la Culla
El Serrat de la Culla és una serra situada al municipi de Montferrer i Castellbò a la comarca de l'Alt Urgell, amb una elevació màxima de 1.932 metres.